# Ріно Лавецціні
Ріно Лавецціні (італ. Rino Lavezzini; нар. 20 лютого 1952, Фіденца) — італійський футбольний тренер. З 2021 року очолює тренерський штаб команди «Массезе».

## Кар'єра тренера
Розпочав тренерську кар'єру 1985 року, очоливши тренерський штаб клубу «Бадія Полезіне». Згодом протягом сезону тренував «Соранья», після чого працював з молодіжними командами клубів «Фіоренцуола», «Фіденца» та «Парма».
Протягом другої половини 1990-х та на початку 2000-х тренував низку команд Серії C2 та представника Серії C1 «Каррарезе», після чого у тандемі з Вінченцо Торренте працював з друголіговим на той час «Дженоа».
Згодом отримав досвід роботи за кордоном, працюючи з литовською «Судувою» та румунським «Петролулом», проте в основному працював на батьківщині з командами здебільшого третього та четвертого дивізіонів.
З листопаду 2021 року очолює тренерський штаб команди «Массезе».